# Suleiman Bilali
Suleiman Wanjau Bilali (* 5. Juni, 1976) ist ein kenianischer Amateurboxer im Halbfliegengewicht (bis 48 kg). Bilali hat Kenia bei zahlreichen internationalen Turnieren vertreten.

## Karriere
Bei den Olympischen Spielen 2000 schied er gegen den Spanier Rafael Lozano mit 10:11 im Viertelfinale aus. Zwei Jahre später, bei den Commonwealth Games in Manchester, verlor er schon frühzeitig gegen den Inder Ali Qamar.
Seinen ersten großen Erfolg hatte er, als er 2003 die All Africa Games gewann. 
Danach fiel er in ein Formtief und nahm weder an den Olympischen Spielen 2004 noch an den Commonwealth Games 2006 teil. 
2007 kam er zurück, gewann die All African Games mit einem Finalsieg über Manyo Plange und qualifizierte sich danach auch mit dem Einzug in das Viertelfinale der Boxweltmeisterschaften 2007 in Chicago für die Olympischen Spiele 2008.

## Familie
Suleiman Bilali ist der jüngere Bruder vom olympischen Bronzemedaillengewinner Ibrahim Bilali.